# Bogești
Bogești – wieś w Rumunii, w okręgu Vaslui, w gminie Pogana. W 2011 roku liczyła 707 mieszkańców.